# Shoxx
Shoxx (яп. ショックス Сёккусу,  это оригинальная запись англ. Shock и традиционно записывается как SHOXX) — один из ведущих японских музыкальных журналов, посвящённых жанру visual kei и сопутствующей ему тематике. Он издавался издательством Ongakusenkasha с октября 1990 года.
В сентябре 2016 года было объявлено, что Shoxx подал заявление о банкротстве. Последний выпуск был посвящён SuG, однако позже, в феврале 2017 года, Shoxx выпустил ещё один специальный выпуск журнала с Nightmare.

## Тематика и особенности
Журнал называет свою тематику Visual and Hard Shock и, в отличие от таких журналов, как Cure и Zy, посвящён преимущественно самым популярным и тиражируемым группам вроде SuG, Alice Nine, Versailles. Также считается, что практически каждая популярная группа visual kei давала журналу интервью и появлялась на его страницах. Помимо этого, журнал славится эксклюзивной информацией. Например, журнал часто пишет о неизвестных чертах музыкантов, тайнах visual kei индустрии, а журналисты могут взять интервью у музыкантов прямо на улице.

## На других языках
Ранее редакция журнала уделяла много внимания иностранным поклонникам visual kei, в особенности западным. Это было связано, прежде всего, с огромным ростом популярности жанра за границей и соответственно возможностью расширить аудиторию читателей. На тот момент журнал ещё не начинал выпускаться на английском языке, но по контракту с musicJAPANplus последние переводят на разные языки особо интересные интервью.